# Sinibotia pulchra
Sinibotia pulchra är en fiskart som först beskrevs av Wu, 1939.  Sinibotia pulchra ingår i släktet Sinibotia och familjen nissögefiskar. IUCN kategoriserar arten globalt som otillräckligt studerad. Inga underarter finns listade i Catalogue of Life.